# 甲田益也子
甲田 益也子（こうだ みやこ、1960年2月7日 - ）は、日本のモデル、歌手、女優。北海道紋別郡遠軽町出身。

## 経歴
1980年、資生堂の「花椿」誌の表紙でファッションモデルとしてデビュー。1982年からは雑誌「an・an」の専属モデルを1年半ほど務める。1983年に木村達司と音楽ユニット「dip in the pool」を結成し、作詞とボーカルを担当する。1989年に映画『ファンシイダンス』に美青年僧侶（男性）役として、映画初出演。この撮影に際しては実際に剃髪している。1995年、細野晴臣のユニット「LOVE,PEACE&TRANCE」に遊佐未森、小川美潮とともにボーカルとして参加し、アルバム『LOVE, PEACE & TRANCE』をリリース。
1998年、ソロアルバム『JUPITER』発表。1999年、映画『白痴』に出演。2002年 映画『すべては夜から生まれる』に出演。2004年、映画『カナリア』に出演。2006年、化粧品メーカーRoCのコマーシャルに出演。2011年にはdip in the poolとしては14年ぶりのアルバム『brown eyes』をリリースした。

## 音楽
甲田益也子の作詞・ヴォーカルの音楽ユニットdip in the pool（1983年）

### 作品
アルバム
- Jupiter（1998年3月10日）
- In the Shadow of Jupiter （2016年12月12日）

### 参加作品
LOVE,PEACE&TRANCE
- シングル「HASU KRIYA」（1994年12月12日）
- アルバム『LOVE, PEACE & TRANCE』（1995年1月21日）

- コンピレーション『うたとギター。ピアノ。ことば。』 （2008年4月23日）
  1. 「エーデルワイス」
- トベタ・バジュン - アルバム『青い蝶』（2008年11月5日）
  1. 「Botan FEAT.甲田益也子」

## 映画
- ファンシイダンス (1989年)
- NUMANiTE (1995年)
- 白痴 (1999年)
- すべては夜から生まれる (2002年)
- NOEL (2003年)
- カナリア (2004年)
- 徒花-ADABANA-（2024年）[4]

## 雑誌
- 「花椿」表紙モデル
- 「アンアン」専属モデル（1982-84）
- 「クロワッサン」
- 日経ヘルス・プルミエール

## 広告
- RoC（ジョンソン・エンド・ジョンソン）
- ユニクロ
- SUN'S（資生堂）
- サントリー
- 日立
- トヨタ
- 全日空（1988-89　冬だってバカンス　ANA's China）
- 日産 サニー（1994　音楽）